# Xenodon semicinctus
Espèce
Synonymes
- Heterodon semicinctus Duméril, Bibron & Duméril, 1854
- Lystrophis semicinctus (Duméril, Bibron & Duméril, 1854)

Xenodon semicinctus  est une espèce de serpents de la famille des Dipsadidae.

## Répartition
Cette espèce se rencontre :
- dans le sud de la Bolivie ;
- dans le sud-ouest du Brésil dans l'État de Rio Grande do Sul ;
- dans le nord du Paraguay ;
- dans le Centre et le Nord de l'Argentine dans les provinces de Jujuy, de Salta, de Formosa, du Chaco, de Corrientes, de Catamarca, de Tucumán, de Santiago del Estero, de La Rioja, de San Juan, de San Luis, de Córdoba, de Santa Fe, d'Entre Ríos, de Buenos Aires, de La Pampa, de Río Negro, de Neuquén et de Mendoza.

## Publication originale
- Duméril, Bibron & Duméril, 1854 : Erpétologie générale ou histoire naturelle complète des reptiles. Tome septième. Première partie, p. 1-780 (texte intégral).